# 姜士桢
姜士桢（1619年—1695年），又名李士桢，明末清初山东昌邑人。
万历四十七年（1619年），姜士桢生于昌邑城东隅，自幼熟读经书，学识鸿博，崇祯十五年（1642年），清兵入塞入侵山東，其父姜演被清兵杀害，士桢被清兵掠走，成為正白旗旗鼓佐領(包衣漢軍)李西泉继子，改姓李。
顺治四年（1647年），参加贡生庭对，以第十六名中选，授长芦运判。顺治六年（1649年），升为安庆知府。顺治八年，升为两淮运同。顺治十四年，任延安知府。是年十月，又调升为广东按察司副使，分巡岭东道。顺治十七年九月，升迁为山西布政司参政，分巡冀宁道。康熙十二年（1673年），升为福建布政使。康熙二十年，由浙江布政使升为江西巡抚。是年十二月，调任广东巡抚。
姜士桢任广东巡抚期間，“廉介奉公，宽仁待下，既久任，精详时事，声望甚隆。”，对清朝的海洋贸易政策影响深远。康熙三十四年三月十二日，去世。
其妻为康熙奶妈，其子李煦早年为康熙的伴读，后被派往江苏任苏州织造多年，民间曾误传其女嫁曹寅为妻（疑为曹雪芹的祖母，曹寅妻李氏实际为江西布政使参政李月桂之女），姜士桢其女一李氏或姜氏配镶红旗汉军佐领周承诏（平南王尚之信的姻亲广西提督(周)哲爾肯弟周文炳之子），并非民间广泛误传的曹寅，《竹垞文稿》李月桂墓志记载曹寅妻实为镶白旗汉军或镶红旗汉军籍的布政使参政李月桂之女，并非李煦所属的正白旗汉军。姜士桢另一女姜氏，《昌邑县志》记录配昌邑金台生员李锦章之子李枝仙 。李煦和堂弟徐州知州姜焯在康熙年间两次修造《昌邑姜氏族谱》，此支始祖为姜文庆，现山东有昌邑姜氏祠堂。

## 家族
根据《昌邑姜氏族谱》、《昌邑县志》、《钦定八旗通志》、第一历史档案馆和台湾人名权威等整理如下：
- 始祖：姜文庆，原是浙江海宁，后迁至山东莱州昌邑附近。
- 太高祖：姜镗
- 高祖：姜太淳
- 曾祖：姜民望
- 祖：姜若默。
- 父：本生祖姜演、繼祖父正白旗佐領李西泉 。
- 妻：元配王氏、继妻文氏。
- 兄弟：姜士楨有胞兄弟姜士楧等共五人，兄弟后裔大部分依然保持姜姓，康熙二十四年姜士楧等携谱至广东请胞兄李士楨修订作序。
- 儿子：苏州织造李煦（和曹寅密切）、李耀、李炘、李燦、李炇、李煒。
- 女儿：一李氏或姜氏配镶红旗汉军佐领周承诏（平南王尚之信的姻亲广西提督(周)哲爾肯弟周文炳之子，见台湾人名权威和《钦定八旗通志》），并非民间广泛误传的曹寅，《竹垞文稿》李月桂墓志记载曹寅妻实为镶白旗汉军或镶红旗汉军籍的布政使参政李月桂之女，并非李煦所属的正白旗汉军。一姜氏，《昌邑县志》记录姜氏，赐姓巡抚李士桢之女，配昌邑金台生员李锦章之子李枝仙 。
- 媳：李煦妻韩氏一品夫人，昌邑庠生晋卿公女 。
- 侄：姜焯，即姜士楧子，官徐州知州，著《徐州志》，康熙年间前往苏州和堂兄李煦共同讨论《昌邑姜氏族谱》修订，并请大臣张鹏翮、张鹏翮儿女亲家孔毓圻、浙江海宁望族陈元龙以及大臣王掞等为家谱作序。此谱由李煦监理、姜焯修订，两人皆作序。姜焯配陈氏、孙氏。 张鹏翮直系后裔清代进士诗人张问陶岳父四川布政使林儁和其父林国泰分别是福康安、傅恒父子家仆，张问陶岳母姜氏。张问陶妹张筠嫁奉天高氏，民间曾广泛误传是《红楼梦》续作者高鹗之妻，因高鹗和张问陶是同年有交往。但族谱证明实际上是嫁高其位的曾孙世袭骑都尉佐领高扬曾，即高其倬、高其佩侄曾孙。见山东高其位家族的《高密高氏族谱》和四川張鵬翮家族的《遂宁张氏族谱》。
- 孙子：李以鼎娶巴氏、李以鼐娶吳氏。
- 曾孙女：姜氏，配傅恒家奴林国泰或林国柱，因林国泰有功，将其一支放出为顺天大兴籍民，林国泰子林儁亦傅恒子福康安的随从，身份卑贱，但由福康安保荐，乾隆将其破格升任四川布政使（见第一历史档案馆奏折福隆安为林儁家族源流寄四川总督福康安）、清实录、乾隆嘉庆起居录等。清人平步青著《霞外攟屑》，将林儁父子系傅恒、福康安父子的家仆类比安图和子安岐两人是宰相明珠、明珠孙承安的管家），姜氏和林儁之女林佩环嫁雍正重臣太子太傅张鹏翮的玄孙清代进士诗人莱州知府张问陶。张鹏翮和其女婿孔传钜的叔叔孔毓圻在康熙末，曾受李煦和姜焯兄弟邀请为姜氏族谱作序。
- 亲属：李煦被抄家后，部分亲属被罚没为满洲权贵家奴，如李煦媳妇巴氏成为富察傅恒家仆。